# Ebbe Sand
Ebbe Sand (* 19. července 1972, Aalborg, Dánsko) je bývalý dánský fotbalový útočník, který ukončil kariéru v roce 2006 v německém klubu FC Schalke 04. Ve své profesionální kariéře hrál pouze za dva kluby, dánský Brøndby Kodaň a německý FC Schalke 04. V letech 1998 a 2001 získal v Dánsku ocenění Fotbalista roku. V sezóně 1997/98 se stal nejlepším střelcem dánské ligy Superligaen (28 branek) a v sezóně 2000/01 byl společně s bosenským fotbalistou Sergejem Barbarezem nejlepším střelcem německé Bundesligy (oba nastříleli 22 branek).

## Reprezentace
V A týmu Dánska zažil debut 22. dubna 1998 v utkání s Norskem (prohra 0:2). Poslední zápas odehrál na Euru 2004 22. června 2004 proti Švédsku (oba týmy potřebovaly na postup ze skupiny remízu 2:2 nebo vyšší (3:3, 4:4 atd.), která by vyřadila ze hry Itálii, zápas skončil 2:2). Ve čtvrtfinále Dánsko podlehlo České republice 0:3. Po evropském šampionátu ukončil Ebbe Sand reprezentační kariéru.
Celkem odehrál v dánské reprezentaci 66 zápasů a vstřelil 22 gólů.
Účast Ebbe Sanda na vrcholových turnajích:
- Mistrovství světa 1998 ve Francii
- Mistrovství světa 2002 v Japonsku a Jižní Koreji
- EURO 2000 v Nizozemsku a Belgii
- EURO 2004 v Portugalsku